# Puchar Europy w Lekkoatletyce 1973 – eliminacje mężczyzn (Lizbona)
Eliminacje pucharu Europy w lekkoatletyce w 1973 mężczyzn odbyły się 30 czerwca i 1 lipca w Lizbonie. Były to jedne z trzech zawodów eliminacyjnych. Pozostałe odbyły się w Atenach i Brukseli.
Wystąpiły cztery zespoły, z których dwa najlepsze awansowały do półfinału w Celje.

## Klasyfikacja generalna
| Poz. | Reprezentacja | Punkty |
| ---- | ------------- | ------ |
| 1    | Szwajcaria    | 68     |
| 2    | Jugosławia    | 63,5   |
| 3    | Portugalia    | 37,5   |
| 4    | Irlandia      | 29     |

## Wyniki indywidualne
Kolorami oznaczono zawodników reprezentujących zwycięskie drużyny.

### Bieg na 100 metrów
| Lp. | Państwo    | Zawodnik      | Wynik |
| --- | ---------- | ------------- | ----- |
| 1.  | Szwajcaria | Audun Garshol | 10,6  |
| 2.  | Jugosławia | Tomo Groseta  | 10,9  |
| 3.  | Portugalia | António Manso | 10,9  |
| 4.  | Irlandia   | Ann Jeffords  | 11,2  |

### Bieg na 200 metrów
| Lp. | Państwo    | Zawodnik       | Wynik |
| --- | ---------- | -------------- | ----- |
| 1.  | Jugosławia | Miro Kocuvan   | 21,3  |
| 2.  | Szwajcaria | Peter Muster   | 21,4  |
| 3.  | Portugalia | Fernando Silva | 21,8  |
| 4.  | Irlandia   | Frank Walley   | 22,6  |

### Bieg na 400 metrów
| Lp. | Państwo    | Zawodnik         | Wynik |
| --- | ---------- | ---------------- | ----- |
| 1.  | Jugosławia | Josip Alebić     | 47,3  |
| 2.  | Szwajcaria | Res Rothenbühler | 48,3  |
| 3.  | Portugalia | Fernando Silva   | 48,6  |
| 4.  | Irlandia   | Denis O’Connell  | 50,5  |

### Bieg na 800 metrów
| Lp. | Państwo    | Zawodnik       | Wynik  |
| --- | ---------- | -------------- | ------ |
| 1.  | Szwajcaria | Rolf Gysin     | 1:48,7 |
| 2.  | Jugosławia | Jože Međimurec | 1:49,0 |
| 3.  | Portugalia | Carlos Cabral  | 1:50,8 |
| 4.  | Irlandia   | Billy Bolster  | 1:52,2 |

### Bieg na 1500 metrów
| Lp. | Państwo    | Zawodnik            | Wynik  |
| --- | ---------- | ------------------- | ------ |
| 1.  | Szwajcaria | Werner Meier        | 3:39,2 |
| 2.  | Irlandia   | John Hartnett       | 3:39,4 |
| 3.  | Jugosławia | Miodrag Vukomanović | 3:43,3 |
| 4.  | Portugalia | Fernando Mamede     | 3:43,9 |

### Bieg na 5000 metrów
| Lp. | Państwo    | Zawodnik      | Wynik   |
| --- | ---------- | ------------- | ------- |
| 1.  | Jugosławia | Dane Korica   | 13:55,0 |
| 2.  | Portugalia | Carlos Lopes  | 13:57,6 |
| 3.  | Szwajcaria | Hans Lang     | 14:11,0 |
| 4.  | Irlandia   | John Hartnett | 14:32,6 |

### Bieg na 10 000 metrów
| Lp. | Państwo    | Zawodnik       | Wynik   |
| --- | ---------- | -------------- | ------- |
| 1.  | Jugosławia | Peter Svet     | 29:16,6 |
| 2.  | Irlandia   | Tom O’Riordan  | 29:30,4 |
| 3.  | Szwajcaria | Albrecht Moser | 29:37,2 |
| 4.  | Portugalia | Anacleto Pinto | 29:40,6 |

### Bieg na 110 metrów przez płotki
| Lp. | Państwo    | Zawodnik         | Wynik  |
| --- | ---------- | ---------------- | ------ |
| 1.  | Szwajcaria | Beat Pfister     | 14,1 w |
| 2.  | Jugosławia | Borisav Pisić    | 14,5 w |
| 3.  | Portugalia | José Carvalho    | 14,6 w |
| 4.  | Irlandia   | Sean Fitzpatrick | 15,8 w |

### Bieg na 400 metrów przez płotki
| Lp. | Państwo    | Zawodnik         | Wynik |
| --- | ---------- | ---------------- | ----- |
| 1.  | Szwajcaria | François Aumas   | 51,3  |
| 2.  | Portugalia | José Carvalho    | 51,4  |
| 3.  | Jugosławia | Đorđe Stefanović | 53,0  |
| 4.  | Irlandia   | Tim Crowe        | 55,8  |

### Bieg na 3000 metrów z przeszkodami
| Lp. | Państwo    | Zawodnik         | Wynik  |
| --- | ---------- | ---------------- | ------ |
| 1.  | Szwajcaria | Hanspeter Wehrli | 8:40,2 |
| 2.  | Irlandia   | Finbar Long      | 8:52,2 |
| 3.  | Portugalia | Aniceto Simões   | 8:52,4 |
| 4.  | Jugosławia | Panta Maksimović | 9:24,2 |

### Sztafeta 4 × 100 metrów
| Lp. | Państwo    | Zawodnicy                                                  | Wynik |
| --- | ---------- | ---------------------------------------------------------- | ----- |
| 1.  | Szwajcaria | Marcel Kempf Reto Diezi Peter Muster Franco Fähndrich      | 40,2  |
| 2.  | Jugosławia | Tomo Groseta Dragan Nedimović Borisav Pisić Predrag Križan | 41,0  |
| 3.  | Portugalia | Carlos Calado Lamy Fontoura António Manso Eduardo Manso    | 41,6  |
| –   | Irlandia   |                                                            | DQ    |

### Sztafeta 4 × 400 metrów
| Lp. | Państwo    | Zawodnicy                                                       | Wynik  |
| --- | ---------- | --------------------------------------------------------------- | ------ |
| 1.  | Jugosławia | Miro Kocuvan Milorad Čikić Josip Alebić Luciano Sušanj          | 3:06,2 |
| 2.  | Szwajcaria | Heinz Reber Heini Vogler Willy Aubry Res Rothenbühler           | 3:10,8 |
| 3.  | Portugalia | Fernando Silva Hélder de Jesus José Carvalho Domingos Capindiça | 3:12,4 |
| 4.  | Irlandia   |                                                                 | 3:21,1 |

### Skok wzwyż
| Lp. | Państwo    | Zawodnik           | Wynik |
| --- | ---------- | ------------------ | ----- |
| 1.  | Szwajcaria | Hanspeter Habegger | 2,05  |
| 2.  | Jugosławia | Marko Maksimović   | 2,02  |
| 3.  | Portugalia | António Vermelhudo | 2,02  |
| 4.  | Irlandia   | Jim Fanning        | 1,99  |

### Skok o tyczce
| Lp. | Państwo    | Zawodnik      | Wynik |
| --- | ---------- | ------------- | ----- |
| 1.  | Portugalia | Raposo Borges | 4,50  |
| 2.  | Szwajcaria | Peter Wittmer | 4,50  |
| 3.  | Jugosławia | Roman Lešek   | 4,40  |
| –   | Irlandia   |               | DNS   |

### Skok w dal
| Lp. | Państwo    | Zawodnik      | Wynik |
| --- | ---------- | ------------- | ----- |
| 1.  | Szwajcaria | Rolf Bernhard | 7,69  |
| 2.  | Jugosławia | Nenad Stekić  | 7,64  |
| 3.  | Irlandia   | Hugo Duggan   | 6,88  |
| 4.  | Portugalia | Alfredo Melão | 6,87  |

### Trójskok
| Lp. | Państwo    | Zawodnik         | Wynik |
| --- | ---------- | ---------------- | ----- |
| 1.  | Jugosławia | Milan Spasojević | 16,12 |
| 2.  | Szwajcaria | Toni Teuber      | 15,09 |
| 3.  | Portugalia | Farias de Sousa  | 14,07 |
| 4.  | Irlandia   | Sean Power       | 14,07 |

### Pchniecie kulą
| Lp. | Państwo    | Zawodnik          | Wynik |
| --- | ---------- | ----------------- | ----- |
| 1.  | Jugosławia | Ivan Ivančić      | 19,22 |
| 2.  | Szwajcaria | Jean-Pierre Egger | 18,74 |
| 3.  | Irlandia   | Brendan Coughlan  | 15,73 |
| 4.  | Portugalia | José Galvão       | 14,76 |

### Rzut dyskiem
| Lp. | Państwo    | Zawodnik         | Wynik |
| --- | ---------- | ---------------- | ----- |
| 1.  | Jugosławia | Mičo Mijać       | 54,32 |
| 2.  | Szwajcaria | Paul Frauchiger  | 50,04 |
| 3.  | Irlandia   | Len Braham       | 48,72 |
| 4.  | Portugalia | Correia da Cunha | 44,44 |

### Rzut młotem
| Lp. | Państwo    | Zawodnik           | Wynik |
| --- | ---------- | ------------------ | ----- |
| 1.  | Jugosławia | Srećko Štiglić     | 64,18 |
| 2.  | Szwajcaria | Peter Stiefenhofer | 63,06 |
| 3.  | Portugalia | José Pedroso       | 56,04 |
| 4.  | Irlandia   | Bernie Hartigan    | 52,94 |

### Rzut oszczepem
| Lp. | Państwo    | Zawodnik          | Wynik |
| --- | ---------- | ----------------- | ----- |
| 1.  | Szwajcaria | Urs von Wartburg  | 82,30 |
| 2.  | Jugosławia | Stevan Vukmirović | 77,60 |
| 3.  | Irlandia   | Pat Moore         | 63,04 |
| 4.  | Portugalia | Mário Silva       | 61,08 |